# Российская ассоциация пролетарских художников
Российская ассоциация пролетарских художников (РАПХ) — творческое объединение советских художников, Москва (1931—1932). Организация считала своими задачами объединение всех художественных сил в борьбе «за чистоту пролетарского искусства» и «классовое размежевание» художественных течений.

## История
Ассоциация была создана в Москве в 1931 году на основе Ассоциация художников революционной России (АХРР), Объединения молодёжи Ассоциации художников революционной России (ОМАХРР) и Объединения художников-самоучек (ОХС).
Членами РАПХ были Т. Г. Гапоненко, Ф. Д. Коннов, Я. И. Цирельсон и другие художники СССР.
РАПХ была ликвидирована в 1932 году в связи с постановлением ЦК партии «О перестройке литературно-художественных организаций» (23 апреля 1932 года).

## Деятельность
РАПХ вела борьбу за так называемую чистоту пролетарского искусства: искусственно разделяя советских художников на «буржуазных» и «пролетарских», она действовала методами грубого администрирования в искусстве.
Ассоциация издавала журнал «За пролетарское искусство» (1931—1932), до 1931 года именовавшийся «Искусство в массы».